# 平柳星宮神社
平柳星宮神社（ひらやなぎほしのみやじんじゃ）は栃木県栃木市平柳町1-23-26にある神社。旧平柳村の鎮守。正式名は単に「星宮神社」であるが、栃木県内には複数の星宮神社があるため地名を冠して呼ばれることが多い。旧社格は村社。江戸期の社名は「平柳大明神」で、その頃は虚空蔵菩薩を本尊としていたため、その名残で現在も「こくぞうさん」と通称されることがある。「ウナギの神社」として知られる。当社ではウナギは神の使いとされ、泥の中を突き進む姿から困難を乗り越えられる御利益が得られるとされている。

## 祭神
磐裂命・根裂命・経津主命

## 歴史
もとは現在の栃木市大町にあったが、永享2年（1432年）に現在地に移転。

## 境内

なでうなぎ

- 本殿
- 拝殿
- 社務所
- 神輿庫
- 手水舎
- なでうなぎ
- 神楽殿
- 天狗ヒバ

## 境内社
- 白山神社（二社）

白山神社（左二社）と相殿五社。

- 相殿五社（大国社・稲荷社・神明社・水神社・山神社）

境内社六社

- 六社（須賀神社・大杉神社・御祖（みおや）神社・稲荷神社・血方神社・産泰（さんたい）神社）

猿田彦大神

- 猿田彦大神